# Culex quettensis
Culex quettensis är en tvåvingeart som beskrevs av Mattingly 1955. Culex quettensis ingår i släktet Culex och familjen stickmyggor.
Artens utbredningsområde är Pakistan. Inga underarter finns listade i Catalogue of Life.